# Première circonscription de la Haute-Saône
Pour les articles homonymes, voir Première circonscription de la Haute-Saône (homonymie).
La première circonscription de la Haute-Saône est l'une des deux circonscriptions législatives françaises que compte le département de la Haute-Saône (70) situé en région Franche-Comté. 

## Description historique, géographique et démographique

### De 1958 à 1986
Le département avait deux circonscriptions.
La première circonscription de la Haute-Saône était composée de :
- canton d'Amance
- canton d'Autrey-lès-Gray
- canton de Champlitte-et-le-Prélot
- canton de Combeaufontaine
- canton de Dampierre-sur-Salon
- canton de Fresne-Saint-Mamès
- canton de Gray
- canton de Gy
- canton de Jussey
- canton de Marnay
- canton de Pesmes
- canton de Port-sur-Saône
- canton de Rioz
- canton de Scey-sur-Saône-et-Saint-Albin
- canton de Vesoul
- canton de Vitrey-sur-Mance

Source : Journal Officiel du 14-15 octobre 1958.

### De 1986 à 2010
L’ancienne première circonscription de la Haute-Saône était délimitée par le découpage électoral de la loi n°86-1197 du 24 novembre 1986
, elle regroupait les divisions administratives suivantes: 
- canton d'Autrey-lès-Gray
- canton de Champlitte
- canton de Dampierre-sur-Salon
- canton de Fresne-Saint-Mamès
- canton de Gray
- canton de Gy
- canton de Marnay
- canton de Pesmes
- canton de Scey-sur-Saône-et-Saint-Albin
- canton de Vesoul-Est
- canton de Vesoul-Ouest[2].

Elle comprenait la préfecture, Vesoul, et s'étendait le long de la vallée de la Saône, jusqu'à Gray.
D'après le recensement général de la population en 1999, réalisé par l'Institut national de la statistique et des études économiques (INSEE), la population totale de cette circonscription était estimée à 84 059 habitants,. Ce qui fait que la circonscription était surreprésentée par rapport à la moyenne nationale (voir la carte de représentativité des circonscriptions législatives françaises), la représentativité théorique par circonscription étant de 105 600 habitants.

### Depuis 2010
La première circonscription de la Haute-Saône est délimitée par le découpage électoral de l'ordonnance n°2009-935 du 21 janvier 2010, elle regroupe les divisions administratives suivantes : 
- canton d'Amance
- canton d'Autrey-lès-Gray
- canton de Champlitte
- canton de Combeaufontaine
- canton de Dampierre-sur-Salon
- canton de Fresne-Saint-Mamès
- canton de Gray
- canton de Gy
- canton de Jussey
- canton de Marnay
- canton de Pesmes
- canton de Port-sur-Saône
- canton de Rioz
- canton de Scey-sur-Saône-et-Saint-Albin
- canton de Vesoul-Est
- canton de Vesoul-Ouest
- canton de Vitrey-sur-Mance

## Historique des députations
La première circonscription de la Haute-Saône a toujours envoyé un député de droite à l'Assemblée nationale jusqu'en 2017.

| Législature | Début de mandat | Fin de mandat  | Député                | Parti politique | Observations |
| ----------- | --------------- | -------------- | --------------------- | --------------- | --- |
| Ire         | 9 décembre 1958 | 9 octobre 1962 | Pierre Vitter         | IPAS            | Mandat écourté à la suite d'une dissolution parlementaire décidée par Charles de Gaulle. |
| IIe         | 6 décembre 1962 | 2 avril 1967   | Pierre Vitter         | RI              | |
| IIIe        | 3 avril 1967    | 30 mai 1968    | Pierre Vitter         | RI              | Mandat écourté à la suite d'une dissolution parlementaire décidée par Charles de Gaulle. |
| IVe         | 11 juillet 1968 | 1er avril 1973 | Pierre Vitter         | RI              | |
| Ve          | 2 avril 1973    | 2 avril 1978   | Pierre Vitter         | RI              | |
| VIe         | 3 avril 1978    | 22 mai 1981    | Pierre Chantelat      | UDF             | Mandat écourté à la suite d'une dissolution parlementaire décidée par François Mitterrand. |
| VIIe        | 2 juillet 1981  | 1er avril 1986 | Christian Bergelin    | RPR             | |
| VIIIe       | 2 avril 1986    | 14 mai 1988    | Christian Bergelin    | RPR             | Remplacé par Pierre Chantelat, à la suite de sa nomination au gouvernement Proportionnelle par département, pas de député par circonscription. Mandat écourté à la suite d'une dissolution parlementaire décidée par François Mitterrand. |
| VIIIe       |                 |                | Pierre Chantelat      | RPR             | Remplacé par Pierre Chantelat, à la suite de sa nomination au gouvernement Proportionnelle par département, pas de député par circonscription. Mandat écourté à la suite d'une dissolution parlementaire décidée par François Mitterrand. |
| IXe         | 23 juin 1988    | 1er avril 1993 | Christian Bergelin    | RPR             | |
| Xe          | 2 avril 1993    | 21 avril 1997  | Christian Bergelin,   | RPR,            | Mandat écourté à la suite d'une dissolution parlementaire décidée par Jacques Chirac. |
| XIe         | 12 juin 1997    | 18 juin 2002   | Christian Bergelin,   | RPR,            | |
| XIIe        | 19 juin 2002    | 19 juin 2007   | Alain Joyandet,       | UMP,            | Maire de Vesoul |
| XIIIe       | 20 juin 2007    | 19 juin 2012   | Alain Joyandet        | UMP             | Remplacé par Patrice Debray, à la suite de sa nomination au gouvernement |
| XIIIe       |                 |                | Patrice Debray        | UMP             | Remplacé par Patrice Debray, à la suite de sa nomination au gouvernement |
| XIVe        | 20 juin 2012    | 20 juin 2017   | Alain Chrétien        | UMP             | |
| XVe         | 21 juin 2017    | 21 juin 2022   | Barbara Bessot Ballot | LREM            | |
| XVIe        | 22 juin 2022    | 9 juin 2024    | Antoine Villedieu     | RN              | Mandat écourté à la suite d'une dissolution parlementaire décidée par Emmanuel Macron. |
| XVIIe       | 8 juillet 2024  | En cours       | Antoine Villedieu     | RN              | |

## Historiques des élections

### Élections de 1958
| Candidat       | Candidat          | Parti          | Premier tour | Premier tour | Second tour | Second tour |  |
| Candidat       | Candidat          | Parti          | Voix         | %            | Voix        | %           |  |
| -------------- | ----------------- | -------------- | ------------ | ------------ | ----------- | ----------- |  |
|                | Pierre Vitter élu | CNIP           | 22 010       | 44,09        | 26 499      | 53,22       |  |
|                | Pierre Rénet      | Radsoc         | 13 504       | 26,65        | 17 847      | 35,84       |  |
|                | Claude Gaillard   | Extrême droite | 5 476        | 10,97        | 3 750       | 7,53        |  |
|                | René Blanchot     | PCF            | 4 804        | 9,62         | Retrait     | Retrait     |  |
|                | Roger Laburthe    | Divers droite  | 2 701        | 5,41         | 1 696       | 3,40        |  |
|                | Émile Gauthier    | CR             | 1 423        | 2,85         |             |             |  |
|                |                   |                |              |              |             |             |  |
| Inscrits       | Inscrits          | Inscrits       | 66 188       | 100,00       | 65 862      | 100,00      |  |
| Abstentions    | Abstentions       | Abstentions    | 15 071       | 22,77        | 14 870      | 22,58       |  |
| Votants        | Votants           | Votants        | 51 117       | 77,23        | 50 992      | 77,42       |  |
| Blancs et nuls | Blancs et nuls    | Blancs et nuls | 1 199        | 2,35         | 1 200       | 2,35        |  |
| Exprimés       | Exprimés          | Exprimés       | 49 918       | 97,65        | 49 792      | 97,65       |  |

Le suppléant de Pierre Vitter était Roger Loth, docteur vétérinaire, conseiller général du canton de Noroy-le-Bourg, conseiller municipal de Vesoul.

### Élections de 1962
|                | Pierre Vitter sortant réélu | RI             | 22 033 | 51,99  |  |  |  |
|                | Pierre Rénet                | Radcent        | 12 419 | 29,3   |  |  |  |
|                | Henri Carel                 | PCF            | 5 219  | 12,31  |  |  |  |
|                | Paul Thiabaud               | Extrême droite | 2 710  | 6,39   |  |  |  |
|                |                             |                |        |        |  |  |  |
| Inscrits       | Inscrits                    | Inscrits       | 64 846 | 100,00 |  |  |  |
| Abstentions    | Abstentions                 | Abstentions    | 20 172 | 31,11  |  |  |  |
| Votants        | Votants                     | Votants        | 44 674 | 68,89  |  |  |  |
| Blancs et nuls | Blancs et nuls              | Blancs et nuls | 2 293  | 5,13   |  |  |  |
| Exprimés       | Exprimés                    | Exprimés       | 42 381 | 94,87  |  |  |  |

Le suppléant de Pierre Vitter était Roger Loth.

### Élections de 1967
| Candidat       | Candidat                    | Parti          | Premier tour | Premier tour | Second tour | Second tour |  |
| Candidat       | Candidat                    | Parti          | Voix         | %            | Voix        | %           |  |
| -------------- | --------------------------- | -------------- | ------------ | ------------ | ----------- | ----------- |  |
|                | Pierre Vitter sortant réélu | RI             | 23 835       | 47,21        | 26 770      | 53,2        |  |
|                | Gabriel Bergougnoux         | FGDS (CIR)     | 13 782       | 27,3         | 23 554      | 46,8        |  |
|                | Gaston Simonot              | CD (PDM)       | 6 501        | 12,88        |             |             |  |
|                | André Vuillien              | PCF            | 6 364        | 12,61        |             |             |  |
|                |                             |                |              |              |             |             |  |
| Inscrits       | Inscrits                    | Inscrits       | 64 749       | 100,00       | 64 731      | 100,00      |  |
| Abstentions    | Abstentions                 | Abstentions    | 12 970       | 20,03        | 12 979      | 20,05       |  |
| Votants        | Votants                     | Votants        | 51 779       | 79,97        | 51 752      | 79,95       |  |
| Blancs et nuls | Blancs et nuls              | Blancs et nuls | 1 297        | 2,5          | 1 428       | 2,76        |  |
| Exprimés       | Exprimés                    | Exprimés       | 50 482       | 97,5         | 50 324      | 97,24       |  |

Le suppléant de Pierre Vitter était Roger Loth.

### Élections de 1968
|                | Pierre Vitter sortant réélu | RI (URP)       | 29 864 | 58,89  |  |  |  |
|                | Gabriel Bergougnoux         | FGDS (CIR)     | 12 782 | 25,2   |  |  |  |
|                | André Vuillien              | PCF            | 4 891  | 9,64   |  |  |  |
|                | Guy Vieuxmaire              | PSU            | 1 713  | 3,38   |  |  |  |
|                | Jean Herbert                | Divers gauche  | 1 463  | 2,88   |  |  |  |
|                |                             |                |        |        |  |  |  |
| Inscrits       | Inscrits                    | Inscrits       | 64 631 | 100,00 |  |  |  |
| Abstentions    | Abstentions                 | Abstentions    | 12 686 | 19,63  |  |  |  |
| Votants        | Votants                     | Votants        | 51 945 | 80,37  |  |  |  |
| Blancs et nuls | Blancs et nuls              | Blancs et nuls | 1 232  | 2,37   |  |  |  |
| Exprimés       | Exprimés                    | Exprimés       | 50 713 | 97,63  |  |  |  |

Le suppléant de Pierre Vitter était Roger Loth.

### Élections de 1973
| Candidat       | Candidat                    | Parti          | Premier tour | Premier tour | Second tour | Second tour |  |
| Candidat       | Candidat                    | Parti          | Voix         | %            | Voix        | %           |  |
| -------------- | --------------------------- | -------------- | ------------ | ------------ | ----------- | ----------- |  |
|                | Pierre Vitter sortant réélu | RI (URP)       | 19 976       | 37,49        | 24 116      | 43,04       |  |
|                | Jean-Marcel Jeanneney       | MR             | 13 250       | 24,86        | 9 762       | 17,42       |  |
|                | Victor Magnin               | PS (UGSD)      | 12 664       | 23,77        | 22 158      | 39,54       |  |
|                | Marcel Demésy               | PCF            | 7 398        | 13,88        | Retrait     | Retrait     |  |
|                |                             |                |              |              |             |             |  |
| Inscrits       | Inscrits                    | Inscrits       | 67 359       | 100,00       | 67 345      | 100,00      |  |
| Abstentions    | Abstentions                 | Abstentions    | 12 698       | 18,85        | 10 664      | 15,83       |  |
| Votants        | Votants                     | Votants        | 54 661       | 81,15        | 56 681      | 84,17       |  |
| Blancs et nuls | Blancs et nuls              | Blancs et nuls | 1 373        | 2,51         | 645         | 1,14        |  |
| Exprimés       | Exprimés                    | Exprimés       | 53 288       | 97,49        | 56 036      | 98,86       |  |

Le suppléant de Pierre Vitter était Pierre Chantelat, maire adjoint de Vesoul.

### Élections de 1978
| Candidat       | Candidat             | Parti          | Premier tour | Premier tour | Second tour | Second tour |  |
| Candidat       | Candidat             | Parti          | Voix         | %            | Voix        | %           |  |
| -------------- | -------------------- | -------------- | ------------ | ------------ | ----------- | ----------- |  |
|                | Pierre Chantelat élu | UDF (PR)       | 18 277       | 29           | 34 565      | 52,4        |  |
|                | Victor Magnin        | PS             | 18 218       | 28,91        | 31 404      | 47,6        |  |
|                | Jean-Claude Duverget | RPR            | 14 290       | 22,67        | Retrait     | Retrait     |  |
|                | Guy Jeanblanc        | PCF            | 7 306        | 11,59        |             |             |  |
|                | Ida Royer            | MRG            | 2 392        | 3,8          |             |             |  |
|                | Christiane Petitot   | LO             | 1 203        | 1,91         |             |             |  |
|                | Alain Goguey         | PSU (FA)       | 945          | 1,5          |             |             |  |
|                | Edmond Chatel        | diss. PCF      | 392          | 0,62         |             |             |  |
|                |                      |                |              |              |             |             |  |
| Inscrits       | Inscrits             | Inscrits       | 75 878       | 100,00       | 75 882      | 100,00      |  |
| Abstentions    | Abstentions          | Abstentions    | 11 539       | 15,21        | 8 851       | 11,66       |  |
| Votants        | Votants              | Votants        | 64 339       | 84,79        | 67 031      | 88,34       |  |
| Blancs et nuls | Blancs et nuls       | Blancs et nuls | 1 316        | 2,05         | 1 062       | 1,58        |  |
| Exprimés       | Exprimés             | Exprimés       | 63 023       | 97,95        | 65 969      | 98,42       |  |

Le suppléant de Pierre Chantelat était Gérard Faivre, expert agricole et foncier, maire de Gezier.

### Élections de 1981
| Candidat       | Candidat               | Parti          | Premier tour | Premier tour | Second tour | Second tour |  |
| Candidat       | Candidat               | Parti          | Voix         | %            | Voix        | %           |  |
| -------------- | ---------------------- | -------------- | ------------ | ------------ | ----------- | ----------- |  |
|                | Christian Bergelin élu | RPR (UNM)      | 28 796       | 49,59        | 32 955      | 50,57       |  |
|                | Claude Charpentier     | PS             | 24 210       | 41,69        | 32 213      | 49,43       |  |
|                | Frédéric Bernabé       | PCF            | 3 970        | 6,84         |             |             |  |
|                | Claude Faÿ             | MDD            | 1 092        | 1,88         |             |             |  |
|                |                        |                |              |              |             |             |  |
| Inscrits       | Inscrits               | Inscrits       | 78 420       | 100,00       | 78 424      | 100,00      |  |
| Abstentions    | Abstentions            | Abstentions    | 19 454       | 24,81        | 12 520      | 15,96       |  |
| Votants        | Votants                | Votants        | 58 966       | 75,19        | 65 904      | 84,04       |  |
| Blancs et nuls | Blancs et nuls         | Blancs et nuls | 898          | 1,52         | 736         | 1,12        |  |
| Exprimés       | Exprimés               | Exprimés       | 58 068       | 98,48        | 65 168      | 98,88       |  |

Le suppléant de Christian Bergelin était Bernard Ferry, UDF, chargé de mission national du PR.

### Élections de 1988
|                | Christian Bergelin sortant réélu | RPR (URC)      | 20 920 | 50,68  |  |  |  |
|                | Loïc Niepceron                   | PS             | 14 763 | 35,77  |  |  |  |
|                | Pascal Martin                    | FN             | 2 712  | 6,57   |  |  |  |
|                | Frédéric Bernabé                 | PCF            | 1 984  | 4,81   |  |  |  |
|                | François Appaix                  | Divers gauche  | 898    | 2,18   |  |  |  |
|                |                                  |                |        |        |  |  |  |
| Inscrits       | Inscrits                         | Inscrits       | 57 551 | 100,00 |  |  |  |
| Abstentions    | Abstentions                      | Abstentions    | 15 491 | 26,92  |  |  |  |
| Votants        | Votants                          | Votants        | 42 060 | 73,08  |  |  |  |
| Blancs et nuls | Blancs et nuls                   | Blancs et nuls | 783    | 1,86   |  |  |  |
| Exprimés       | Exprimés                         | Exprimés       | 41 277 | 98,14  |  |  |  |

Le suppléant de Christian Bergelin était Pierre Chantelat, UDF, pharmacien, maire de Vesoul, Président du Conseil régional de Franche-Comté.

### Élections de 1993
|                | Christian Bergelin sortant réélu | RPR (UPF)      | 22 207 | 53,98  |  |  |  |
|                | Claude Beaufils                  | PS             | 6 869  | 16,7   |  |  |  |
|                | Marcel Grognu                    | FN             | 4 983  | 12,11  |  |  |  |
|                | Alain Cwiklinski                 | Les Verts (EÉ) | 2 407  | 5,85   |  |  |  |
|                | Frédéric Bernabé                 | PCF            | 2 227  | 5,41   |  |  |  |
|                | Geneviève Boll                   | LT-LNÉ         | 1 432  | 3,48   |  |  |  |
|                | Jean Lheureux                    | LO             | 1 013  | 2,46   |  |  |  |
|                |                                  |                |        |        |  |  |  |
| Inscrits       | Inscrits                         | Inscrits       | 59 311 | 100,00 |  |  |  |
| Abstentions    | Abstentions                      | Abstentions    | 15 452 | 26,05  |  |  |  |
| Votants        | Votants                          | Votants        | 43 859 | 73,95  |  |  |  |
| Blancs et nuls | Blancs et nuls                   | Blancs et nuls | 2 721  | 6,2    |  |  |  |
| Exprimés       | Exprimés                         | Exprimés       | 41 138 | 93,8   |  |  |  |

Le suppléant de Christian Bergelin était Michel Raison, agriculteur, de Saponcourt.

### Élections de 1997
| Candidat       | Candidat                         | Parti          | Premier tour | Premier tour | Second tour | Second tour |  |
| Candidat       | Candidat                         | Parti          | Voix         | %            | Voix        | %           |  |
| -------------- | -------------------------------- | -------------- | ------------ | ------------ | ----------- | ----------- |  |
|                | Christian Bergelin sortant réélu | RPR            | 15 848       | 38,12        | 23 031      | 53,68       |  |
|                | Loïc Niepceron                   | PS             | 10 680       | 25,69        | 19 872      | 46,32       |  |
|                | Marcel Grognu                    | FN             | 6 415        | 15,43        |             |             |  |
|                | Frédéric Bernabé                 | PCF            | 3 049        | 7,33         |             |             |  |
|                | Michel Bailly                    | LDI (MPF)      | 1 531        | 3,68         |             |             |  |
|                | Jean Lheureux                    | LO             | 1 262        | 3,04         |             |             |  |
|                | Jean-François Jurvillier         | GÉ             | 1 146        | 2,76         |             |             |  |
|                | Michèle Durand-Migeon            | MÉI            | 972          | 2,34         |             |             |  |
|                | Nicolas Bultot                   | AREV           | 674          | 1,62         |             |             |  |
|                |                                  |                |              |              |             |             |  |
| Inscrits       | Inscrits                         | Inscrits       | 60 098       | 100,00       | 60 091      | 100,00      |  |
| Abstentions    | Abstentions                      | Abstentions    | 15 843       | 26,36        | 14 065      | 23,41       |  |
| Votants        | Votants                          | Votants        | 44 255       | 73,64        | 46 026      | 76,59       |  |
| Blancs et nuls | Blancs et nuls                   | Blancs et nuls | 2 678        | 6,05         | 3 123       | 6,79        |  |
| Exprimés       | Exprimés                         | Exprimés       | 41 577       | 93,95        | 42 903      | 93,21       |  |

Le suppléant de Christian Bergelin était Jean-Claude Ayala, cadre bancaire, conseiller général du canton de Vesoul-Est, Premier adjoint au maire de Vesoul.
Christian Bergelin est élu Sénateur en 2002.

### Élections de 2002
| Candidat       | Candidat              | Parti            | Premier tour | Premier tour | Second tour | Second tour |  |
| Candidat       | Candidat              | Parti            | Voix         | %            | Voix        | %           |  |
| -------------- | --------------------- | ---------------- | ------------ | ------------ | ----------- | ----------- |  |
|                | Alain Joyandet élu    | UMP              | 19 199       | 45,85        | 23 096      | 59,94       |  |
|                | Martine Silvain       | PS               | 9 881        | 23,6         | 15 439      | 40,06       |  |
|                | Marcel Grognu         | FN               | 5 630        | 13,45        |             |             |  |
|                | Paul Cheviet          | Pôle républicain | 1 789        | 4,27         |             |             |  |
|                | Frédéric Bernabé      | PCF              | 1 667        | 3,98         |             |             |  |
|                | Philippe Chatelain    | Les Verts        | 905          | 2,16         |             |             |  |
|                | Brigitte Renard       | CPNT             | 801          | 1,91         |             |             |  |
|                | Jean-Marc Brissaud    | MNR              | 528          | 1,26         |             |             |  |
|                | Thérèse Garret        | LO               | 476          | 1,14         |             |             |  |
|                | Michèle Durand-Migeon | MÉI              | 388          | 0,93         |             |             |  |
|                | André Osstyn          | MPF              | 270          | 0,64         |             |             |  |
|                | José Paz              | GÉ               | 174          | 0,42         |             |             |  |
|                | Philippe Forestier    | Divers           | 161          | 0,38         |             |             |  |
|                |                       |                  |              |              |             |             |  |
| Inscrits       | Inscrits              | Inscrits         | 62 041       | 100,00       | 62 029      | 100,00      |  |
| Abstentions    | Abstentions           | Abstentions      | 19 192       | 30,93        | 21 582      | 34,79       |  |
| Votants        | Votants               | Votants          | 42 849       | 69,07        | 40 447      | 65,21       |  |
| Blancs et nuls | Blancs et nuls        | Blancs et nuls   | 980          | 2,29         | 1 912       | 4,73        |  |
| Exprimés       | Exprimés              | Exprimés         | 41 869       | 97,71        | 38 535      | 95,27       |  |

Le suppléant d'Alain Joyandet était Patrice Debray, médecin, Vice-Président du Conseil régional de Franche-Comté, conseiller général du canton de Gray.

### Élections de 2007
|                | Alain Joyandet sortant réélu | UMP            | 23 382 | 56,72  |  |  |  |
|                | Armelle Salvador             | PS             | 9 560  | 23,19  |  |  |  |
|                | Jacques Bard                 | FN             | 1 970  | 4,78   |  |  |  |
|                | Francis Jérôme               | UDF–MoDem      | 1 775  | 4,31   |  |  |  |
|                | Régine Stiefvater            | PCF            | 1 223  | 2,97   |  |  |  |
|                | Philippe Chatelain           | Les Verts      | 1 137  | 2,76   |  |  |  |
|                | Rachel Choix                 | LCR            | 721    | 1,75   |  |  |  |
|                | Alain Glauser                | CPNT           | 686    | 1,66   |  |  |  |
|                | Éric Bouvard                 | MÉI            | 450    | 1,09   |  |  |  |
|                | Thérèse Garret               | LO             | 323    | 0,78   |  |  |  |
|                |                              |                |        |        |  |  |  |
| Inscrits       | Inscrits                     | Inscrits       | 63 988 | 100,00 |  |  |  |
| Abstentions    | Abstentions                  | Abstentions    | 22 016 | 34,41  |  |  |  |
| Votants        | Votants                      | Votants        | 41 972 | 65,59  |  |  |  |
| Blancs et nuls | Blancs et nuls               | Blancs et nuls | 745    | 1,77   |  |  |  |
| Exprimés       | Exprimés                     | Exprimés       | 41 227 | 98,23  |  |  |  |

À la suite de la nomination d'Alain Joyandet au secrétariat d'État chargé de la Coopération et de la Francophonie le 18 mars 2008, Patrice Debray devient député. Après son départ du gouvernement, Alain Joyandet retrouve automatiquement son siège de parlementaire, le 4 août 2010.

### Élections de 2012
| Candidat       | Candidat               | Parti               | Premier tour | Premier tour | Second tour | Second tour |  |
| Candidat       | Candidat               | Parti               | Voix         | %            | Voix        | %           |  |
| -------------- | ---------------------- | ------------------- | ------------ | ------------ | ----------- | ----------- |  |
|                | Alain Chrétien élu     | UMP                 | 22 639       | 40,08        | 29 688      | 53,35       |  |
|                | Claudy Chauvelot-Duban | PS                  | 18 968       | 33,58        | 25 962      | 46,65       |  |
|                | Colette Clerc          | RBM (FN)            | 7 686        | 13,61        |             |             |  |
|                | Frédéric Bernabé       | diss. PCF           | 1 481        | 2,62         |             |             |  |
|                | Clotilde Prot          | FG (PCF) (PG)       | 1 455        | 2,58         |             |             |  |
|                | Jean-Claude Gay        | CpF (MoDem)         | 1 212        | 2,15         |             |             |  |
|                | Dominique Gaffard      | EÉLV                | 1 019        | 1,80         |             |             |  |
|                | Guy Chevanne           | Divers centre (ARC) | 890          | 1,58         |             |             |  |
|                | Nathalie Chevassu      | MÉI                 | 647          | 1,15         |             |             |  |
|                | Thérèse Garret         | LO                  | 279          | 0,49         |             |             |  |
|                | Rachel Choix           | NPA                 | 210          | 0,37         |             |             |  |
|                |                        |                     |              |              |             |             |  |
| Inscrits       | Inscrits               | Inscrits            | 88 840       | 100,00       | 88 838      | 100,00      |  |
| Abstentions    | Abstentions            | Abstentions         | 31 427       | 35,37        | 31 064      | 34,97       |  |
| Votants        | Votants                | Votants             | 57 413       | 64,63        | 57 774      | 65,03       |  |
| Blancs et nuls | Blancs et nuls         | Blancs et nuls      | 927          | 1,61         | 2 124       | 3,68        |  |
| Exprimés       | Exprimés               | Exprimés            | 56 486       | 98,39        | 55 650      | 96,32       |  |

### Élections de 2017
Les élections législatives françaises de 2017 ont eu lieu les dimanches 11 et 18 juin 2017.
| Candidat    | Candidat              | Parti       | Premier tour | Premier tour | Second tour | Second tour |
| Candidat    | Candidat              | Parti       | Voix         | %            | Voix        | %           |
| ----------- | --------------------- | ----------- | ------------ | ------------ | ----------- | ----------- |
|             | Barbara Bessot-Ballot | LREM        | 13 390       | 28,58        | 23 128      | 59,13       |
|             | Léonie Cugnot         | FN          | 9 029        | 19,27        | 15 989      | 40,87       |
|             | Marie Breton          | LR diss.    | 8 135        | 17,36        |             |             |
|             | Dimitri Doussot       | LR          | 5 840        | 12,46        |             |             |
|             | François Froidurot    | FI          | 4 237        | 9,04         |             |             |
|             | Laurent Ricard        | PS          | 2 256        | 4,81         |             |             |
|             | Corinne Guyonnet      | EELV        | 1 259        | 2,69         |             |             |
|             | Marc Mantovani        | DLF         | 796          | 1,70         |             |             |
|             | Philippe Bazeau       | MEI         | 449          | 0,96         |             |             |
|             | Cyril Morlot          | PCF         | 443          | 0,95         |             |             |
|             | Rémi Breney           | DIV         | 415          | 0,89         |             |             |
|             | Martine Buffet        | UPR         | 310          | 0,66         |             |             |
|             | Thérèse Garret        | LO          | 300          | 0,64         |             |             |
|             |                       |             |              |              |             |             |
| Inscrits    | Inscrits              | Inscrits    | 88 466       | 100,00       | 88 459      | 100,00      |
| Abstentions | Abstentions           | Abstentions | 40 391       | 45,66        | 44 263      | 50,04       |
| Votants     | Votants               | Votants     | 48 075       | 54,34        | 44 196      | 49,96       |
| Blancs      | Blancs                | Blancs      | 714          | 1,49         | 3 164       | 7,16        |
| Nuls        | Nuls                  | Nuls        | 502          | 1,04         | 1 915       | 4,33        |
| Exprimés    | Exprimés              | Exprimés    | 46 859       | 97,47        | 39 117      | 88,51       |

### Élections de 2022
| Résultats des élections législatives des 12 et 19 juin 2022 de la 1re circonscription de la Haute-Saône |                          |                          |                          |              |              |             |             |
| Candidat                                                                                                | Candidat                 | Parti et coalition       | Nuance                   | Premier tour | Premier tour | Second tour | Second tour |
| Candidat                                                                                                | Candidat                 | Parti et coalition       | Nuance                   | Voix         | %            | Voix        | %           |
| | Antoine Villedieu        | RN                       | RN                       | 13 441       | 29,69        | 22 497      | 54,50       |
| | Barbara Bessot Ballot    | LREM (ENS)               | ENS                      | 10 155       | 22,43        | 18 780      | 45,50       |
| | Dimitri Doussot          | LR (UDC)                 | LR                       | 8 943        | 19,75        |             |             |
| | Sandra Girardot          | LFI (NUPES)              | FI                       | 8 530        | 18,84        |             |             |
| | Philippe Ghiles          | REC                      | REC                      | 1 798        | 3,97         |             |             |
| | Marion Kemps Houver      | DLF (UPF)                | DSV                      | 897          | 1,98         |             |             |
| | Cédric Fischer           | LO                       | DXG                      | 848          | 1,87         |             |             |
| | Karine Erard             | PA                       | ECO                      | 659          | 1,46         |             |             |
| Votes valides                                                                                           | Votes valides            | Votes valides            | Votes valides            | 45 271       | 97,08        | 41 277      | 90,39       |
| Votes blancs                                                                                            | Votes blancs             | Votes blancs             | Votes blancs             | 795          | 1,7          | 2 825       | 3,2         |
| Votes nuls                                                                                              | Votes nuls               | Votes nuls               | Votes nuls               | 568          | 1,22         | 1 564       | 1,77        |
| Total                                                                                                   | Total                    | Total                    | Total                    | 46 634       | 100          | 45 666      | 100         |
| Abstention                                                                                              | Abstention               | Abstention               | Abstention               | 41 699       | 47,21        | 42 658      | 48,30       |
| Inscrits / participation                                                                                | Inscrits / participation | Inscrits / participation | Inscrits / participation | 88 333       | 52,79        | 88 324      | 51,7        |

### Élections de 2024
| Candidat                 | Candidat                 | Parti et coalition       | Nuance                   | Premier tour | Premier tour | Second tour | Second tour |
| Candidat                 | Candidat                 | Parti et coalition       | Nuance                   | Voix         | %            | Voix        | %           |
| ------------------------ | ------------------------ | ------------------------ | ------------------------ | ------------ | ------------ | ----------- | ----------- |
|                          | Antoine Villedieu ,      | RN                       | RN                       | 29 458       | 48,82        | 32 032      | 53,52       |
|                          | Alain Chrétien           | HOR (ENS)                | ENS                      | 18 093       | 29,99        | 27 817      | 46,48       |
|                          | Sébastien Poyard         | LFI (NFP)                | UG                       | 10 362       | 17,17        |             |             |
|                          | Mohamed Zelfa            | SE                       | DIV                      | 906          | 1,50         |             |             |
|                          | Cédric Fischer           | LO                       | EXG                      | 816          | 1,35         |             |             |
|                          | Philippe Ghiles          | REC                      | REC                      | 701          | 1,16         |             |             |
|                          |                          |                          |                          |              |              |             |             |
| Votes valides            | Votes valides            | Votes valides            | Votes valides            | 60 336       | 96,52        |             |             |
| Votes blancs             | Votes blancs             | Votes blancs             | Votes blancs             | 1 227        | 1,96         | 2 043       | 3,24        |
| Votes nuls               | Votes nuls               | Votes nuls               | Votes nuls               | 947          | 1,51         | 1 119       | 1,78        |
| Total                    | Total                    | Total                    | Total                    | 62 510       | 100          |             | 100         |
| Abstention               | Abstention               | Abstention               | Abstention               | 25 845       | 29,25        |             |             |
| Inscrits / participation | Inscrits / participation | Inscrits / participation | Inscrits / participation | 88 355       | 70,75        | 63 011      | 71,32       |